# Discografia dei Modena City Ramblers
Questa è la discografia dei Modena City Ramblers, band combat folk italiana, dalle origini fino ai tempi odierni.

## Album
| Anno | Titolo                                          | Etichetta             | Massima posizione | Vendite | Certificazioni |
| ---- | ----------------------------------------------- | --------------------- | ----------------- | ------- | -------------- |
| 1994 | Riportando tutto a casa                         | Black Out - Universal | -                 | -       | -              |
| 1996 | La grande famiglia                              | Black Out - Universal | -                 | -       | -              |
| 1997 | Terra e libertà                                 | Black Out - Universal | -                 | -       | -              |
| 1998 | Raccolti                                        | Black Out - Universal | -                 | -       | -              |
| 1999 | Fuori campo                                     | Black Out - Universal | -                 | -       | -              |
| 2002 | Radio Rebelde                                   | Black Out - Universal | 9                 | -       | -              |
| 2004 | ¡Viva la vida, muera la muerte!                 | Black Out - Universal | 7                 | -       | -              |
| 2005 | Appunti partigiani                              | Universal             | 4                 | -       | -              |
| 2006 | Dopo il lungo inverno                           | Mescal                | 11                | -       | -              |
| 2008 | Bella ciao - Italian Combat Folk for the Masses | Mescal                | 31                | -       | -              |
| 2009 | Onda libera                                     | Sony Music            | 22                | -       | -              |
| 2011 | Sul tetto del mondo                             | Mescal                | 26                | -       | -              |
| 2012 | Battaglione Alleato                             | Mescal                | -                 | -       | -              |
| 2013 | Niente di nuovo sul fronte occidentale          | Mescal                | 29                | -       | -              |
| 2014 | 1994-2014 Venti                                 | MCRecords             | 26                | -       | -              |
| 2015 | Tracce clandestine                              | MCRecords             | 20                | -       | -              |
| 2017 | Mani come rami, ai piedi radici                 | MCRecords             | 72                | -       | -              |
| 2019 | Riaccolti                                       | MCRecords             | -                 | -       | -              |
| 2023 | Altomare                                        | -                     | -                 | -       | -              |

## Mini album
- 1998 – Cent'anni di solitudine
- 1999 – L'Italia ai tempi dei Modena City Ramblers
- 2003 – Modena City Remix
- 2003 – Gocce (iniziativa Acqua per la Pace)
- 2004 – El presidente (singolo da ¡Viva la vida, muera la muerte!)

## Rarità
- 1992 – On the First Day of March...Live Demo - demotape autoprodotto[12]
- 1992 - Quaranta gradi all'ombra - 7/92demotape autoprodotto[13]
- 1993 - MCR Live Demo – demotape autoprodotto[14]
- 1993 - Combat Folk – demotape autoprodotto
- 2000 - Il resto raccolto – stampato esclusivamente per il fan club

## Raccolte
- 2009 – Modena City Ramblers - The Universal Music Collection - limited edition

## Album video
- 2004 - Clan Banlieue - 12 anni di canzoni, concerti, interviste, viaggi, video inediti
- 2009 - Onda Libera - carovana della legalità contro le mafie

## Compilation
- 1995 - Tributo ad Augusto (CGD) - partecipano con la canzone L'atomica cinese
- 1995 - Materiale resistente - partecipano con la canzone Bella ciao
- 1995 - I disertori - tributo a Ivano Fossati - eseguono Gli amanti d'Irlanda
- 1999 - A come Ambiente (La Stampa)- partecipano con la canzone Madre Terra
- 1999 - Putumayo - Dublin to Dakar - A Celtic Odyssey - partecipano con la canzone Canzone dalla fine del mondo
- 2002 - Piazza Carlo Giuliani ragazzo - partecipano con la canzone La legge giusta (ispirata ai fatti del G8 di Genova)
- 2003 - Balla veloce vivi lento - partecipano con la canzone Le lucertole del folk
- 2007 - Nessuno oltraggi nessuno - partecipano con la canzone Socialdemocrazia dei Gang, versione live tratta dal tour Gang City Ramblers[15]
- 2008 - 26 canzoni per Peppino Impastato - partecipano con una versione live del 2004 de I 100 passi
- 2009 - Dal profondo - partecipazione con inedito Canzone per un amico fragile
- 2010 – For you 2 (a tribute to Bruce Springsteen) - partecipazione con The ghost of Tom Joad
- 2012 – Battaglione Alleato

## Partecipazioni
- 2002 - Lontano - del gruppo sudafricano dei Landscape Prayers, entrata poi nell'album ¡Viva la vida, muera la muerte![16]
- 2007 - Tre colori di Graziano Romani - partecipazione nei brani Spiriti liberi; Stesso viaggio stessa città; Corre buon sangue.
- 2016 - Il lato ruvido  dei Punkreas - partecipazione nel brano Modena – Milano
- 2017 - Disco orario dei Vad Vuc -  partecipazione nel brano dei Pogues Thousands Are Sailing
- 2024 - Addio Paura degli España Circo Este